# Alhajuela
Alhajuela, conocida también como Bajo Grande, es una parroquia rural del cantón Portoviejo situada en la provincia de Manabí, Ecuador.